# Émile Hovelaque
 (avril 2015).
Si vous disposez d'ouvrages ou d'articles de référence ou si vous connaissez des sites web de qualité traitant du thème abordé ici, merci de compléter l'article en donnant les références utiles à sa vérifiabilité et en les liant à la section « Notes et références ».
Émile Hovelaque (né à Grenoble le 30 août 1865 et mort à Genève en juillet 1936) est un spécialiste français des relations internationales. Inspecteur général de l’Instruction publique, il joue un rôle significatif dans les relations franco-américaines[réf. nécessaire] au moment de la Première Guerre mondiale.

## Publications
- Les Causes profondes de la guerre, Angleterre, Allemagne, Paris, F. Alcan, 1915.
- Les États-Unis et la guerre. De la neutralité à la croisade, Paris, F. Alcan, 1916.
- Les Peuples d’Extrême-Orient : la Chine, Paris, Flammarion, Bibliothèque de philosophie scientifique, 1920.
- Les Peuples d’Extrême-Orient : le Japon, Paris, Flammarion, Bibliothèque de philosophie scientifique, 1921.
- Émile Hovelaque (1865-1936) (bnf.fr)